# 寝袋

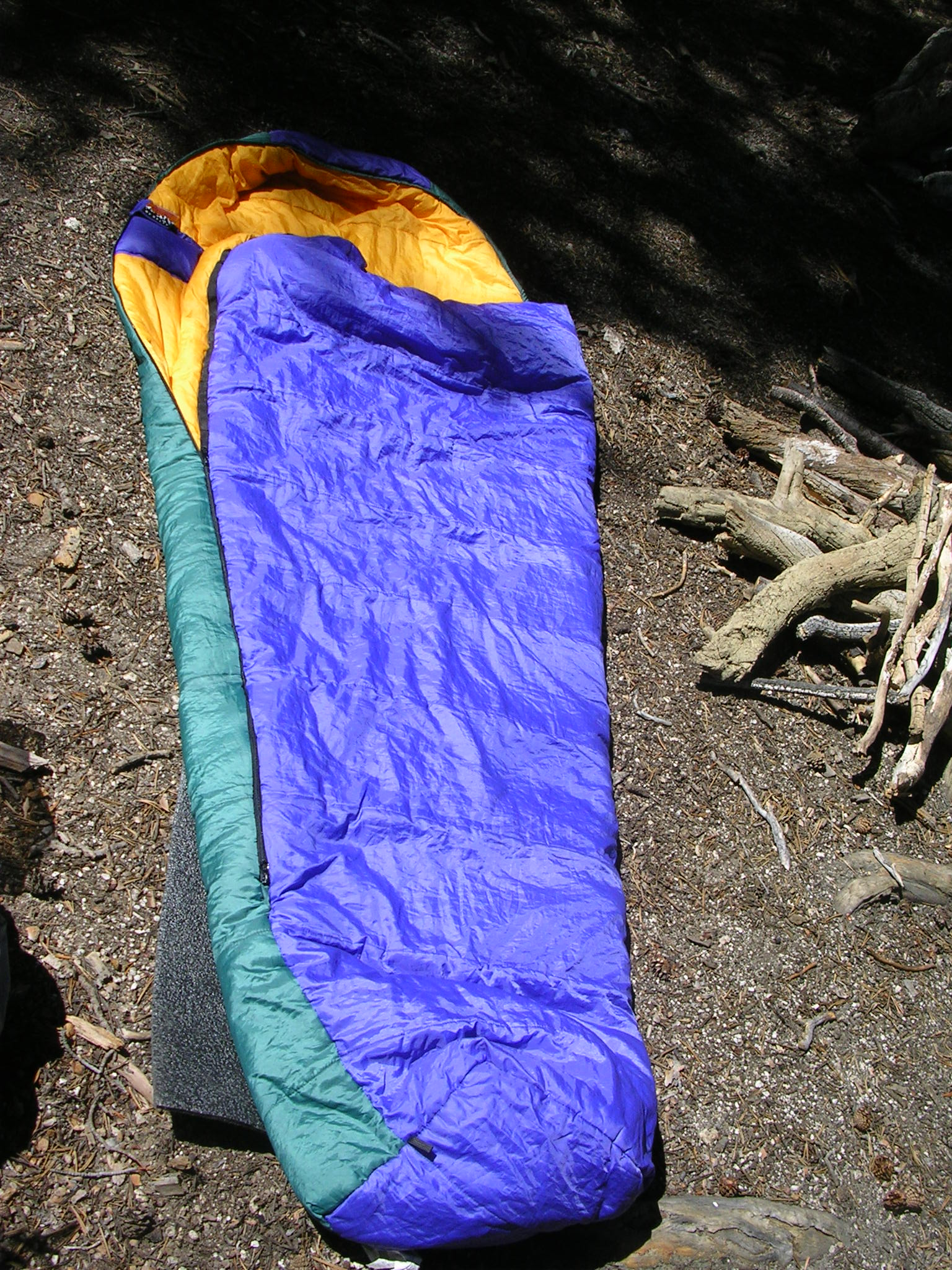
マミー型の寝袋

寝袋（ねぶくろ）とは、袋状の携帯用寝具である。キャンプや登山などの際にテント内で使用される他、防災用品としても用いられる。英語ではスリーピングバッグ（sleeping bag）と呼ぶ。シュラフ（シュラフザック/ドイツ語: Schlafsack から）と呼ばれることもある。

## 概要
人がすっぽり入れる袋状をしており、保温材が中に詰められている。冬用のものは縫い目から体温が逃げるのを防ぐため、二重構造にして外側と内側の縫い目が重ならないようにしたり、ファスナーにカバーをつけたりといった工夫をしたものもある。

## 種類

### 封筒型
上から下まで同じ幅の長方形の寝袋。レクタンギュラー（rectangular 、「長方形」の意）型ともいう。ゆったりとしているので布団に近い寝心地をもつ。反面、体への密着性がないのでマミー型に比べると保温性能に劣る。多くの製品には横にファスナーが付いており、その開け閉めによって温度調整が容易に行えるようになっている。完全に開くと掛け布団、ブランケット、マットとしても使える。同じ型を2つ繋いでダブルとして使えるものもある。マミー型に比べ重く収納性も悪いため、人力以外の移動・運搬手段を持ったオートキャンプなどに適する。

### マミー型
この形態の寝袋に寝た様子がミイラに似ていることから、名称はミイラを意味するmummy（マミー）に由来している。人形型（にんぎょうがた）ともいう。もともと山用につくられたものといわれる。頭部まですっぽり覆いがある。体の形に合わせた形状のため無駄なすき間ができず、封筒型に比べて保温性能が高い。反面、寝袋内で身動きが取れないので慣れないと寝苦しい。封筒型に比べて軽く収納性が高いので、人力での運搬が必要な登山やバックパッキングなどでは、ほとんどの場合、マミー型が利用される。

### ラップ型
マミー型に比べて肩口が広い。ドローコードを引くと頭部まですっぽりと包みこまれる形状になっている。

### 2本足独立型
2本足に分かれており、足を組んだり、立てたり、歩けたりと入った状態でもある程度行動できる。

## 保温材
合成繊維製と羽毛製に大別できる。

### 合成繊維
以前はポーラーガードなどフェルト状のものが多かったが、クォロフィルなど人工羽毛が主流になった。「濡れても保温力を保つ」と言われることもあるが、あくまで羽毛との比較においてである。アレルギーが出にくい。気軽に洗濯できる。羽毛製と同じ保温力を持たせる場合大型で重くなる。

### 羽毛
ガチョウ（グース）、アヒル（ダック）など水鳥のものを使い、ボール状であるため保温性が高い、胸のあたりに生えている綿毛（ダウン）を主に、かさ上げ性能を高めるため羽根（フェザー）を少量混ぜると良いとされている。合成繊維製との比較では小型軽量にできるが水に濡れると保温性の低下が著しい上に、乾燥に非常に時間がかかるため注意が必要である。山の中で乾かそうなどという試みは十中八九無駄に終わる。

#### 羽毛製品の手入れ
- 風通しの良い場所で陰干しして[4]、汗などの湿気を飛ばす。
- 僅かな汚れは歯ブラシなどで部分洗いする[4]。
- 全体を洗濯する場合は中性洗剤か羽毛用洗剤を水に溶かして押し洗いをする[4]。
  - 洗剤が残ると中身が集まり固まってしまうため、根気よくすすぎを繰り返し、洗剤を完全に洗い落とす[4]。
  - 絞らず、手で押して水分を押す出す程度にし、平らにおいて風通しの良い場所で陰干しする[4]。
  - 8分目まで乾いたら布団乾燥機や洗濯機の乾燥機能などを使い、叩きながら中身を平均化し、膨らみを回復させながら乾燥する[4]。
- 長時間収納する場合は小さく潰したままではなく、ふっくらさせた状態で綿製のストリージバッグなど通気性のよい大型の袋に入れる[4]。
- 穴が空いたり鉤裂きができた場合にはナイロン製リペアテープで補修する[4]。
- クリーニングに出す場合は「天然の羽毛製品である」旨伝え、信頼できる羽毛製品のクリーニングの経験の豊富なクリーニング店へ石油系ドライクリーニングを指定する[4]。

## 使用適温
世界で初めて最低温度規格を設定し、それまで他のメーカーが気に留めていなかった「快眠」という概念を提唱したのはザ・ノース・フェイスであった。
その後、使用適温について各メーカー独自の方法で検査・算出していたが、近年は欧州標準化委員会が制定したヨーロピアン・ノーム（EN 13537）を採用するメーカーが増えつつある。
いずれにしても環境、経験、体調などにより寒さの感じ方は異なるため、目安にすぎない。

### EN 13537
欧州標準化委員会が寝袋の使用温度に関するテスト方法を標準化したもので、下着を着用したマネキンにヒーターと温度センサーを取り付けて寝袋に入れ、マネキンの表面温度を測定することで、以下の3つの温度が決定される。
- Upper Limit - 一般的な成人男性がフード及びジッパーを開放、腕を外部に出すことなく睡眠を維持できる上限の温度。
- コンフォート温度 - 一般的な成人女性が弛緩位を取った状態で安眠が可能な温度[6]。
- リミット温度 - 一般的な成人男性が屈曲位を取れば目覚めることなく8時間の睡眠がとれる下限の温度[6]。
- エクストリーム温度 - 一般的な成人女性が低体温症による死亡のリスクを負うことなく6時間持ちこたえられるとされる限界温度[6]。モンベルではこの温度域での使用を推奨していない[6]。

この測定における一般的男性は身長173 cm、体重73 kgの25歳、一般的女性は身長160 cm体重60 kgの25歳となっている。
なお、EN 13537は2016年に国際標準化機構ISO EN 23537（ISO 23537）として組み入れられた。

## 付属品
- スリーピングバッグカバー - 濡れると保温性が低下するので、特に寒い時期、雨の多い時期など必要に応じてゴアテックス[6]やブリーズドライテック[6]など防水透湿素材でできたカバーをつける[4][2]。
- スリーピングバッグライナー[2]またはサーマルシーツ[6] - 保温性を向上するため、また汚れを防ぐため、寝袋の中に入れる[4][2]。ポリエステル製[4][2]が多い。
- スリーピングバッグシーツ[2] - 汚れを防ぐため、また保温性を向上するため、寝袋の中に入れる。綿製[4][2][6]、ポリエステル製[4][2]、絹製[6]などがある。
- ストリージバッグ - 長期間の収納の場合、ふっくらさせた状態でこれに入れる[4][2][6]。綿製[4][2][6]またはポリエステル製[4][2]またはナイロン製[6]。
- コンプレッションバッグ/コンプレッションキャップ[6] - 移動の際に小型にするためベルトで圧縮して収納する[4][6]。長期間の収納には使ってはならない[4][6]。
- キャンピングマット[8]またはスリーピングパッド[6] - 寝袋は背中側は潰されるので保温性が低いため、地面の冷たさが伝わってくるのを防ぐ[2][6]。また地面の凸凹をある程度気にならないようにする[2][6]。

## 季語
季語としての寝袋（ねぶくろ）は、夏の季語（晩夏の季語）である。分類は行事/人事。季語「登山」の子季語である。詳しくは、親季語である「登山」を参照のこと。